# Vargasiella
Vargasiella es un género con dos especies de orquídeas . es originario del sur de Venezuela hasta Perú.

## Características
Son raras y poco conocidas  plantas de hambre epífitas originarias  del norte de América del Sur, que se caracterizan por un crecimiento monopodial y una inflorescencia racemosa.

## Etimología
El género Vargasiella fue nombrado en honor del botánico peruano Julio César Vargas Calderón  (1903-2002), que encontró la especie tipo en 1942 en Cuzco (Perú).

## Especies
| - Vargasiella peruviana C.Schweinf. - Vargasiella venezuelana C.Schweinf. |